# Prêmio eSports Brasil 2019
O Prêmio eSports Brasil 2019 foi marcado pelo sucesso relâmpago de Free Fire. Na cerimônia realizada nesta quinta-feira, em São Paulo, o Battle Royale da Garena foi escolhido como o jogo de eSports do ano e apareceu entre os vencedores de nove categorias - inclusive a de Atleta do Ano e Craque da Galera com Bruno “Nobru”, que ainda foi escolhido como melhor jogador do game. O campeão mundial e MVP do campeonato pelo Corinthians foi o destaque da premiação com três troféus.

## Categorias
Títulos em negrito e listados em primeiro venceram nas respectivas categorias:

### Categorias Técnicas
| Melhor atleta de League of Legends                                                                                       | Personalidade do ano |
| --- | --- |
| - Felipe "brTT" Gonçalves - Bruno "Goku" Miyaguchi - Rodrigo "Tay" Panisa                                                | - Camila "Camilota XP" Silveira - Alexandre "Gaules" Borba - Alan "alanzoka" Ferreira                                                  |
| Melhor atleta de Dota 2                                                                                                  | Melhor atleta de Overwatch |
| - Rodrigo "Lelis" Santos - Anderson "444" Santos - Leonardo "Mandy" Guarda                                               | - Murillo "murizzz" Tuchtenhagen - Gabriela "Win98" Vieira - Felipe "liko" Lebrao                                                      |
| Melhor atleta de Raibow Six Siege                                                                                        | Melhor atleta card game |
| - Rafael "mav" Freitas - João "HSnamuringa" Deam - Leonardo "Astro Luis                                                  | - Lucas "Rase" Guerra - Carlos "Jaba" Romão - Davi "Fled" Garcia                                                                       |
| Melhor atleta de outras modalidades                                                                                      | Melhor atleta de futebol virtual |
| - Juan "JSchritte" Freitas - Teamfight Tactics - JMichel "foox" Felype – Point Blank - Leandro "frzgod" Gomes – Paladins | - Guilherme "GuiFera" Fonseca - Felipe "Mestre" Forato - Henrique "Zezinho" Lempke                                                     |
| Melhor atleta de CS:GO                                                                                                   | Atleta revelação |
| - Gabriel "FalleN" Toledo - Kaike "KSCERATO" Cerato - Yuri "yuurih" Boian                                                | - Samuel “Level Up 007” Lima - Free Fire - Luca "LuKid" Sereno - Raibow Six Siege - Everton "UBiTa" Lima - Free Fire                   |
| Melhor atleta de Fighting Games                                                                                          | Melhor atleta de mobile games |
| - Raphael "Zenith" Puglielli - Diego "Dark" Gois - Renato "DidimoKOF" Martins                                            | - William "marinaul" Moreira - Clash of Clans - Maick "NoMercy" Barbosa - Arena of Valor - EPedro Roberto "Beto" Menezes - Brawl Stars |
| Melhor atleta de Free Fire                                                                                               | Melhor atleta de Battle Royale |
| - Bruno "Nobru" Goes - Carlos "FIXA" César - Vinicius "Vinizx" Oliveira                                                  | - Igor “DrakoNz” Fernandes - Fortnite - Andrey "and1FPS" Henrique - PUBG - Nicollas "nicks" Polonio - Fortnite                         |

### Categorias Populares
| Melhor Streamer | Melhor Organização |
| --- | --- |
| - Lucio "Cerol" dos Santos - Felipe "YoDa" Noronha - Neto "netenho" Cavalcante - Alan "alanzoka" Ferreira - Alexandre "Gaules" Borba          | - Corinthians Free Fire - Flamengo eSports - LOUD - INTZ - paiN Gaming                                                                  |
| Craque da Galera | Melhor Jogo |
| - Bruno "Nobru" Goes - Felipe "brTT" Gonçalves - Felipe "YoDa" Noronha - Heverton "ShariiN" Nobre Marinho - Samuel "Level Up 007" Lima        | - Free Fire (FF) - Counter-Strike: Global Offensive (CS:GO) - League of Legends (LoL) - Fortnite - PlayerUnknown's Battlegrounds (PUBG) |
| Melhor Caster | |
| - Ana Paula "Ana Xisdê" - Bruno "BrunoClash" Veiga Lopes - Diniz "Gruntar" Albieri - Nicolas “Nicolino” Emerenciano - Diego "Toboco" Viamonte | |